# Reggy Lines
Reggy Lines (Den Haag, 5 december 1973) is een Nederlandse rapper. In de jaren 90 was hij de frontman van de Engelstalige rapformatie 'Headliners'. Sinds 2006 rapt hij ook in het Nederlands.

## Biografie
Rapper Reggy Lines was vanaf mid-jaren 90 actief als frontman van het Engelstalige hiphopcollectief 'Headliners'. Naast Reggy Lines bestond de regelmatig van bezetting wisselende 'Headliners' onder andere uit DJ 'Overdose', rapper 'P-Irie' en zangeres 'Jane'.
Nummers van de Headliners verschenen op meerdere verzamel CD's en in 1997 brachten ze op vinyl ook de opmerkelijke split single met Rotterdamse punk rock band The Apers uit.
Begin deze eeuw leek de rek echter uit de 'Headliners' en besloot Reggy nieuwe paden in te slaan. De daarop volgende muzikale zwerftocht bracht hem langs soul en reggae, maar hiphop liet hem nooit helemaal los. Zo nam hij samen met de Zoetermeerse rapper/producer Ciph Barker onder de naam 'SourMash' meerdere tegendraadse hiphop tracks op en was hij ook af en toe te horen op tracks van andere rappers. In 2006 besloot hij echter om in het Nederlands te gaan rappen wat resulteerde in nummers met (zelf-)confronterende teksten over het leven van een tegen de armoedegrens aan levende jonge vader afgewisseld met doordachte filmische verhalen over de donkere kanten van de samenleving.
Reggy Lines stond met en zonder de 'Headliners' inmiddels meer dan 200 keer op podia in Nederland, Duitsland en Frankrijk. Zo stond hij in zalen als het Paard van Troje, Nighttown, 013, LVC, Waterfront, Het Kasteel, Cultuurpodium Boerderij en deelde hij het podium met Extince, Brainpower, Sticks, DuvelDuvel, Typhoon, Salah Edin, Winne, E-Life, The Proov, MOD The Black Marvel en internationale levende legendes als Afrika Bambaataa en Grandmaster Flash.
Eind 2007 verscheen zijn Nederlandstalige debuut CD, genaamd "De Malaise".

## Albums
- 2007: De Malaise, ep
- 2011: Orgeldrank